# 왕자제
왕자제(중국어: 汪佳捷, 1988년 11월 15일 ~ )는 중화인민공화국의 축구 선수로서, 포지션은 수비형 미드필더이자 센터백이다. 2017년 현재 중국 슈퍼리그의 상하이 상강에서 활약하고 있다.